# Жан-Луи, Ральф
Ральф Жан-Луи (англ. и фр. Ralph Jean-Louis; 11 сентября 1968) — сейшельский футболист и футбольный тренер. Бывший игрок и главный тренер сборной Сейшельских Островов.

## Биография

### Игровая карьера
Всю игровую карьеру провёл на Сейшелах. Начинал играть в команде «Бель Эр», затем отыграл один сезон за «Анс-о-Пен». Наибольших успехов достиг с командой «Сен-Мишель Юнайтед», за которую выступал с 1994 по 2003 год, стал пятикратным чемпионом и трёхкратным обладателем Кубка Сейшел. Завершил карьеру в 2004 году, проведя последний сезон в составе «Фрестерс Мон-Флёри».
Также был игроком национальной сборной. Дважды принимал участие в Играх островов Индийского океана и выиграл бронзовую медаль на играх 1998 года. По имеющейся информации, сыграл за сборную 10 матчей и забил 3 гола. Последний матч провёл 8 апреля 2000 года в рамках отборочного турнира чемпионата мира 2002 против сборной Намибии (1:1).

### Тренерская карьера
Тренерскую карьеру начал в своём бывшем клубе «Сен-Мишель Юнайтед». В 2011 году, перед началом домашних для Сейшел Игр островов Индийского океана, возглавил сейшельскую сборную и впервые привёл её к золотым медалям. В финальном матче, в серии послематчевых пенальти, команда одержала победу над сборной Маврикия. В ноября того же года руководил сборной в двух матчах квалификации к чемпионату мира 2014 со сборной Кении (0:3; 0:4). После ухода из сборной вернулся в «Сен-Мишель». Во второй раз возглавил сборную Сейшельских островов в 2015 году, руководил сборной в квалификации к чемпионату мира 2018, отборочном турнире КАН 2017, отборочном турнире чемпионата африканских наций 2018 и Кубке КОСАФА 2016. В третий раз ненадолго возглавил сборную в январе 2020 года, провёл 3 товарищеских матча.